# کوه شاهو
شاهو نام کوهستانی در شمال غرب استان کرمانشاه و جنوب استان کردستان بلندترین قله این کوهستان به کردی (حه‌وی خانی) نام دارد که در شمال شرقی روستای تازه آباد سریاس به ارتفاع ۳۳۹۰ متر از سطح دریا واقع گردیده است. این رشته کوه از شرق سلیمانیه تا شمال شهر روانسر امتداد یافته است. ازدیگر قلل این رشته کوه زاولی ۳۳۰۵، پیرخدر ۳۲۵۰ نور ۳۱۱۰ تخت سانی ۲۹۵۰ را می‌توان نام برد.
رشته کوه شاهو بخشی از رشته کوه‌های زاگرس بوده و در مرز دو استان کردستان و استان کرمانشاه و نزدیک به رودخانه سیروان قرار دارد. این کوه از سنگ‌های آهکی تشکیل یافته و کارستی می‌باشد به همین دلیل حفره و غارهای زیادی بر اثر انحلال همین مواد آهکی در آن به وجود آمده است که غار قوری قلعه و کاوات نمونه‌هایی از آن‌ها می‌باشد.
این کوه از مهم‌ترین و معروفترین کوه منطقه کردستان است. این کوهستان از طبیعت زیبا و دست نخورده‌ای برخوردار است. شاهو در شرق منطقه هورامان قرار دارد و دارای چکادهای معروفی چون زاولی در نزدیکی شهر پاوه و نور در نزدیکی روستای داریان است.

## پوشش گیاهی
ده‌ها نوع گل و گیاه در ارتفاعات مختلف آن رویش دارند که ازمیان آن‌ها می‌توان به چنور، بوژانه، هلاله برم، قه‌قڵه‌بازی، وه‌رکه‌مه‌ر، به‌رزه ڵنگ، از گیاهان خوراکی آویشن کوهی، پیاز، تره، کنگر، پیچک، غاز، قارچ، شنگ، سووره‌بنه، گه‌وڵه، پیژۆکی، قاڵاوقن، هاله‌کوک، که‌دارای غده‌ای مانند سیب زمینی یا شلغم شیرازی بوده، نینۆر (گنۆر) که شباهت به ریواس داشته و غیره اشاره کرد. برخی از این گیاهان علوفه‌ای برخی خوراکی برخی معطر و خوشبو و تعدادی سمی و تعدادی نیز دارای خواص درمانی هستند و پوشش گیاهی آن از لحاظ درختان بلوط، بنه، (شرو، کیکف) و درختچه‌های به نام‌های بادام کوهی یا به‌زبان اورامی چغاله، ته‌نگه‌ز، گون از انواع متفاوت منیژه که از آن کتیرای با کیفیت عالی برداشت می‌شود. زالزالک، و برالوک یا آلبالوی وحشی که در اواسط تابستان میوه آن به رنگ‌های سیاه و قرمز و زرد و نارنجی بوده و از لحاظ درمانی هسته آن ضد انگل آسکاریس می‌باشد.

## پوشش جانوری
خرس، روباه، شغال، گرگ و پلنگ خرگوش و بز کوهی و همچنین سیاه گوش، گراز که بنا به علت شکار بی‌رویه نزدیک به انقراض بوده، و از پرندگان کفتار، عقاب طلایی، عقاب دشتی، شاهین شور، شاهین چرخ، بحری، سارگپه، دلیجه کبک و تیهو، از جمله جانوران موجود در شاهو هستند.

## چشمه‌ها
در دامنه ارتفاعات شاهو تعداد بسیار زیادی چشمه وجود دارند که تامین‌کننده آب کشاورزی و همچنین آب آشامیدنی شهرهای پاوه و روانسر و تعدادی روستاهای منطقه هستند. اسامی برخی از این چشمه‌ها شامل هولی، پوینه، قوری قلعه، کاوات، شمشیر است.

## هوارها
هوارها سکونتگاه‌های فصلی در ارتفاعات شاهو هستند که توسط دامداران و عموماً از اواخر بهار تا اوایل پاییز مورد استفاده قرار می‌گیرند. هوارها دارای معماری ساده سنگ چین با پلان مدودر و چارگوش هستند. از هوارهای مهم شاهو می‌توان به هه‌وار تخت کاشتر، هوار شیخ عزیز، هوار هانه شاهو، هوار برزه، هوار گافران، هوار بولی بفر و هوار پیاز دول هستند.

## مسیرهای صعود
برای رسیدن به قله شاهو مسیرهای متفاوتی وجود دارد که همه آن‌ها را می‌توان در قالب مسیرهای زیر گنجاند:
مسیر غربی با شروع از روستای شمشیر یا تازه آباد که مسیر رایج و کوتاه صعود است.
مسیر شرقی با شروع از روستای یوزیدر یا روستای دیوزناو که به علت مسافت زیاد با شیب کمتری همراه است و در نهایت
مسیر خط الراسی که مسیر طولانی است و در راه صعود ییلاقات روستای دیوزناو نمای جالب توجه و زیبایی به کوهستان شاهو داده‌اند؛ و همچنین مسیر شهر پاوه به سمت قله زاولی و منطقه زیبا و برف گیر پیاز دول.

## باستان‌شناسی
بررسی‌ها و کاوشهای باستان‌شناسی نشان داده که انسانهای عصر سنگ از دوره پارینه سنگی میانی یعنی از پیش از ۴۰ هزار سال پیش در غارهای دامنه کوه در اطراف روانسر، قوری قلعه و حجیج ساکن بوده‌اند. پناهگاه صخره‌ای بنام «مرو دارای» در نزدیکی هجیج با آثاری از دوره پارینه‌سنگی میانی قدیمیترین سکونتگاه انسان در دامنه کوه شاهو است که توسط باستان شناسان کاوش شده است. این پناهگاه احتمالاً بین ۴۰ تا بیش از ۷۰ هزار سال پیش محل سکونت فصلی انسان نئاندرتال بوده است. بررسی‌های اولیه بقایای جانوری نشان می‌دهد که ساکنان این پناهگاه در کوه شاهو و ارتفاعات مشرف به دره سیروان به شکار بزکوهی و احتمالاً قوچ می‌پرداختند که بقایای سنگواره آن‌ها با آثار سوختگی و شکستگی همراه با ابزارهای سنگی استفاده شده کشف شد.
آثاری از سکونت انسان در عصر آهن با قدمت نزدیک به سه هزار سال در نزدیکی روستای روآر در دامنه شمالی کوه شاهو یافت شده که شامل چند سکونتگاه و یک گور بزرگ سنگی با سقف گنبدی شکل است. این گور سنگی احتمالاً از قدیمی‌ترین شواهد گنبد سازی در غرب زاگرس است که با شیوه خشکه‌چین ساخته شده است.
دخمه روانسر یا «کۆ شک» در دیواره کوه قله در منتها الیه جنوب کوه شاهو مربوط به دوره هخامنشی است. این دخمه شامل یک اتاقک کوچک است که ورودی آن به سمت شرق و مشرف به رودخانه وشکه رو است. نقش اهورامزدا، یک شخص روحانی و توده‌ای هیزم در سمت راست ورودی این دخمه دیده می‌شود.

## کوه شاهو در فرهنگ کردها و وجه تسمیه آن
کوهستان شاهو چنان در فرهنگ کردها و به ویژه کردهای هورامان نقش دارد که نام آن را بر روی پسران می‌گذراند. همچنین در ادبیات کردی تأثیر زیادی گذاشته و مایهٔ الهام شاعران بسیاری برای سرایش اشعار کردی بوده است.
" شا " در بعضی گویش‌های کردی به معنی دیدن و تماشا کردن است. و " هو " برای توصیف صفاتی همچون بلند، طولانی، دور و دراز و … به کار می‌رود. همان‌طور که در فارسی هم باب است و مثلاً می‌گویند: هو کی میره این همه راهو! و شاید وجه تسمیه "شاهو"هم همین باشد یعنی بسیار بلند. البته به معنای شاه کوه یا کوه بسیار بزرگ هم‌معنی می‌دهد.